# Brok
Brok è un comune urbano-rurale polacco del distretto di Ostrów Mazowiecka, nel voivodato della Masovia.
Ricopre una superficie di 110,21 km² e nel 2004 contava 2 869 abitanti.